# Atlantplattfoting
Atlantplattfoting (Polydesmus angustus) är en mångfotingart som beskrevs av Robert Latzel 1884. Atlantplattfoting ingår i släktet Polydesmus och familjen plattdubbelfotingar. Arten är reproducerande i Sverige. Inga underarter finns listade i Catalogue of Life.

## Bildgalleri

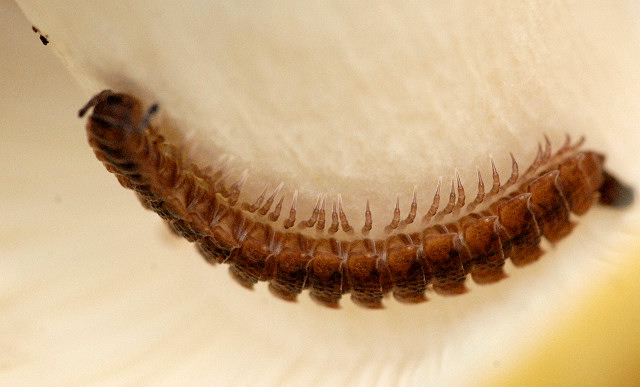
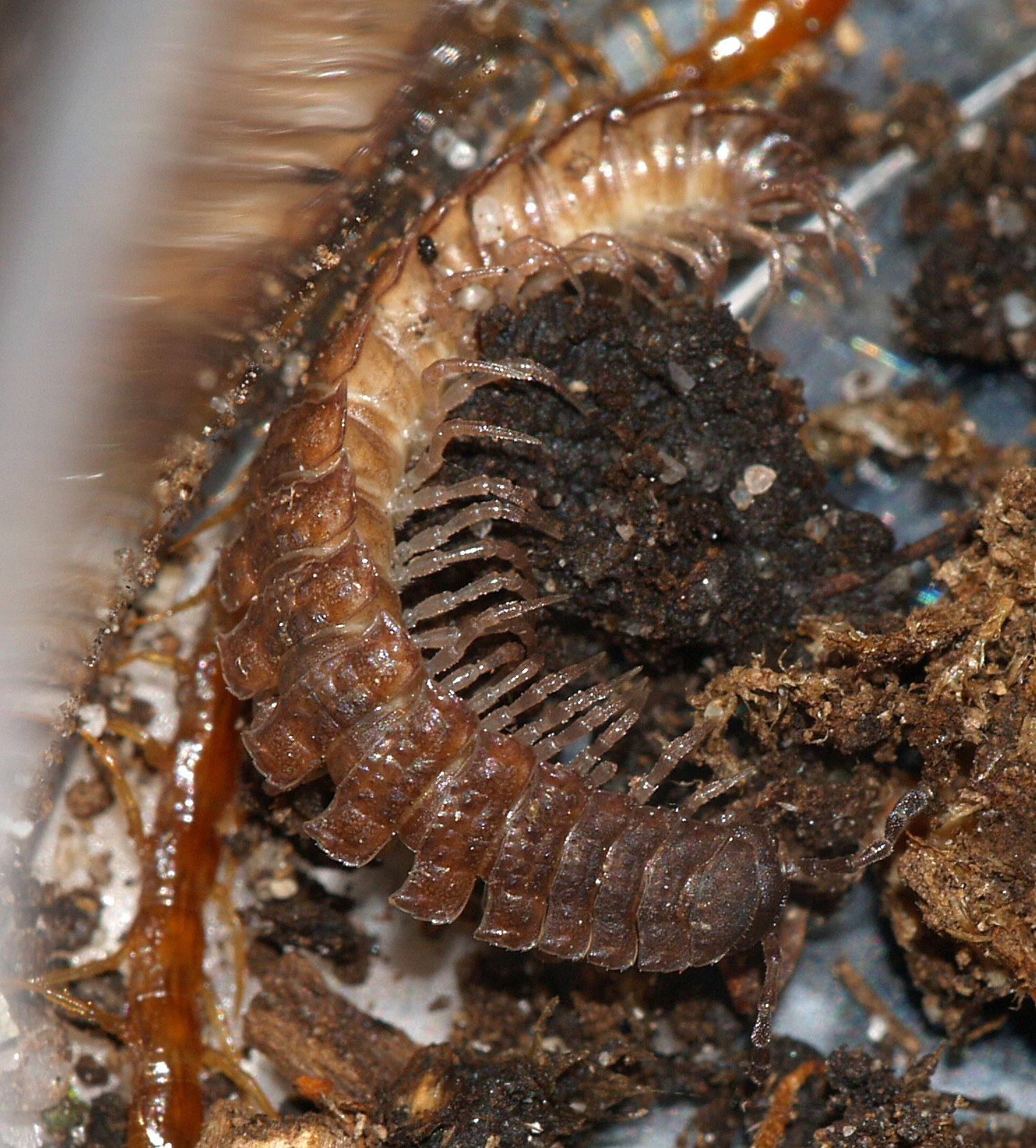
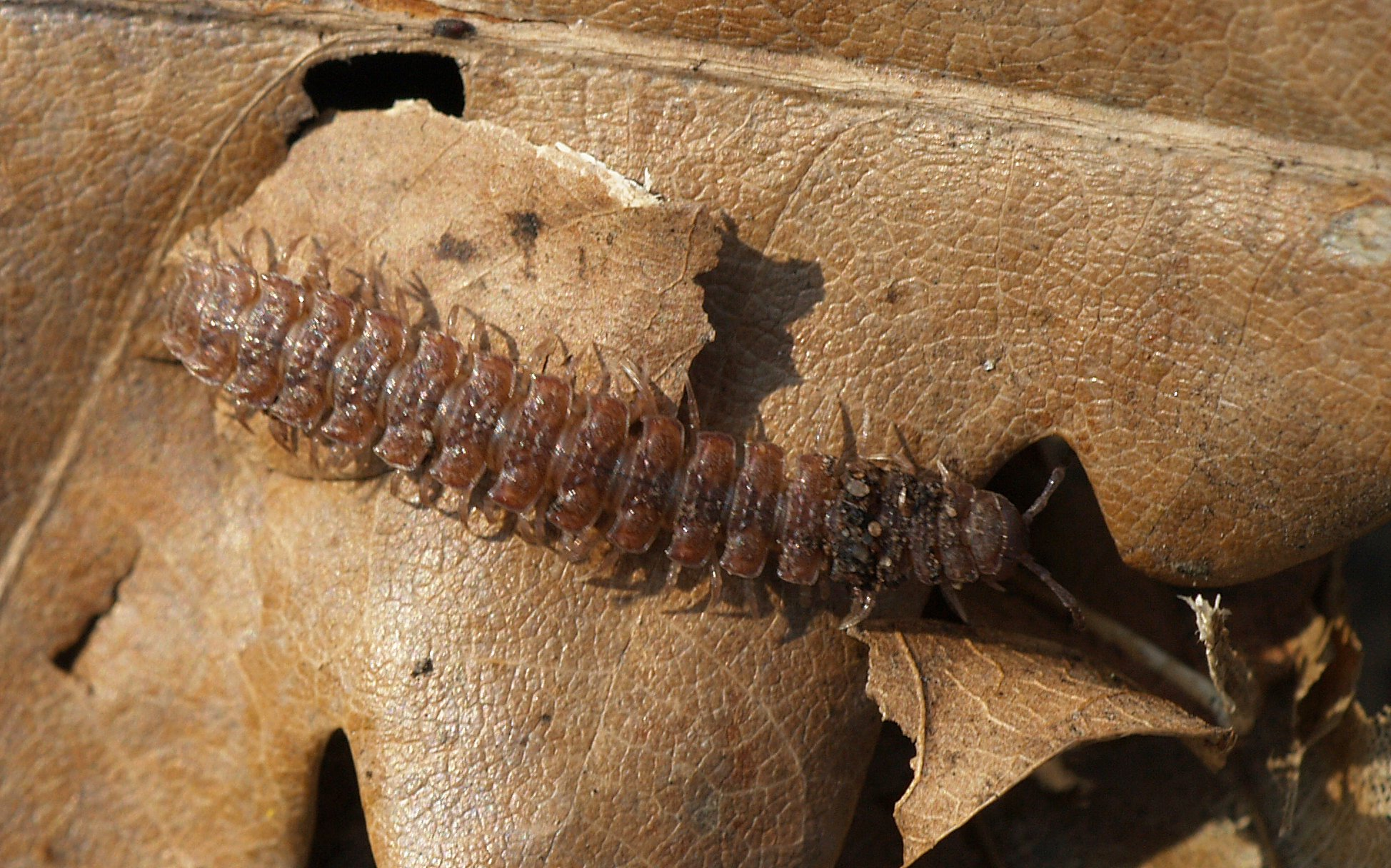